# Emirates American Football League 2018-2019
La Emirates American Football League 2018-2019 è stata la 7ª edizione del campionato emiratino di football americano di primo livello, organizzato dalla EAFL.
La finale è stata giocata il 22 marzo 2019.

## Squadre partecipanti
| Club                | Città     | Stadio | Sponsor ufficiale |
| ------------------- | --------- | ------ | ----------------- |
| Abu Dhabi Wildcats  | Abu Dhabi |        |                   |
| Al Ain Desert Foxes | al-'Ayn   |        |                   |
| Dubai Barracudas    | Dubai     |        |                   |
| Dubai Stallions     | Dubai     |        |                   |

## Stagione regolare

### Calendario

#### 1ª giornata
| 23 novembre 2018 | Dubai Stallions | 50 – 44 | Al Ain Desert Foxes |  |

#### 2ª giornata
| 7 dicembre 2018 | Abu Dhabi Wildcats | 6 – 20 | Dubai Barracudas |  |

#### 3ª giornata
| 11 gennaio 2019 | Al Ain Desert Foxes | 34 – 6 | Abu Dhabi Wildcats |  |

| 11 gennaio 2019 | Dubai Barracudas | 20 – 40 | Dubai Stallions |  |

#### 4ª giornata
| 18 gennaio 2019 | Dubai Stallions | 1 – 0 (a tavolino) | Abu Dhabi Wildcats |  |

| 18 gennaio 2019 | Al Ain Desert Foxes | 1 – 0 (a tavolino) | Abu Dhabi Wildcats |  |

| 18 gennaio 2019 | Abu Dhabi Wildcats | 0 – 1 (a tavolino) | Dubai Barracudas |  |

| 18 gennaio 2019 | Dubai Stallions | 0 – 14 | Al Ain Desert Foxes |  |

| 18 gennaio 2019 | Al Ain Desert Foxes | 22 – 0 | Dubai Barracudas |  |

| 18 gennaio 2019 | Dubai Barracudas | 12 – 13 | Dubai Stallions |  |

#### 5ª giornata
| 1º febbraio 2019 | Dubai Stallions | 20 – 2 | Al Ain Desert Foxes |  |

| 1º febbraio 2019 | Abu Dhabi Wildcats | 16 – 12 | Dubai Barracudas |  |

#### 6ª giornata
| 15 febbraio 2019 | Abu Dhabi Wildcats | 0 – 27 | Dubai Stallions |  |

| 15 febbraio 2019 | Dubai Barracudas | 0 – 1 (a tavolino) | Al Ain Desert Foxes |  |

#### 7ª giornata
| 1º marzo 2019 | Dubai Stallions | 6 – 0 | Al Ain Desert Foxes |  |

### Classifica
La classifica della regular season è la seguente:
- PCT = percentuale di vittorie, G = partite giocate, V = partite vinte, P = partite perse, PF = punti fatti, PS = punti subiti

| Pos. | Squadra             | PCT  | G | V | N | P | PF  | PS |
| ---- | ------------------- | ---- | - | - | - | - | --- | -- |
| 1    | Dubai Stallions     | .875 | 8 | 7 | 0 | 1 | 157 | 92 |
| 2    | Al Ain Desert Foxes | .625 | 8 | 5 | 0 | 3 | 118 | 82 |
| 3    | Dubai Barracudas    | .286 | 7 | 2 | 0 | 5 | 65  | 98 |
| 4    | Abu Dhabi Wildcats  | .143 | 7 | 1 | 0 | 6 | 28  | 96 |

## Playoff

### Tabellone
|  | Semifinali | Semifinali                 | Semifinali |                     |   | VII Desert Bowl | VII Desert Bowl | VII Desert Bowl |  |
|  |            |                            |            |                     |   |                 |                 |                 |  |
|  |            |                            |            |                     |   | 1               | Dubai Stallions | 12              |  |
|  |            |                            |            |                     |   | 1               | Dubai Stallions | 12              |  |
|  |            |                            |            | Al Ain Desert Foxes | 6 |                 |                 |                 |  |
|  | 2          | Al Ain Desert Foxes (tav.) | 1          | Al Ain Desert Foxes | 6 |                 |                 |                 |  |
|  | 2          | Al Ain Desert Foxes (tav.) | 1          |                     |   |                 |                 |                 |  |
|  | 4          | Abu Dhabi Wildcats         | 0          |                     |   |                 |                 |                 |  |

### Semifinali
| 8 marzo 2019 | Al Ain Desert Foxes | 1 – 0 (a tavolino) | Abu Dhabi Wildcats |  |

### VII Desert Bowl
| 22 marzo 2019 | Dubai Stallions | 12 – 6 | Al Ain Desert Foxes |  |

## Verdetti
- Dubai Stallions Campioni degli Emirati Arabi Uniti 2018-2019